# Brezovice (Valjevo)
Pour les articles homonymes, voir Brezovice.
Brezovice (en serbe cyrillique : Брезовице) est un village de Serbie situé sur le territoire de la Ville de Valjevo, district de Kolubara. Au recensement de 2011, il comptait 416 habitants.

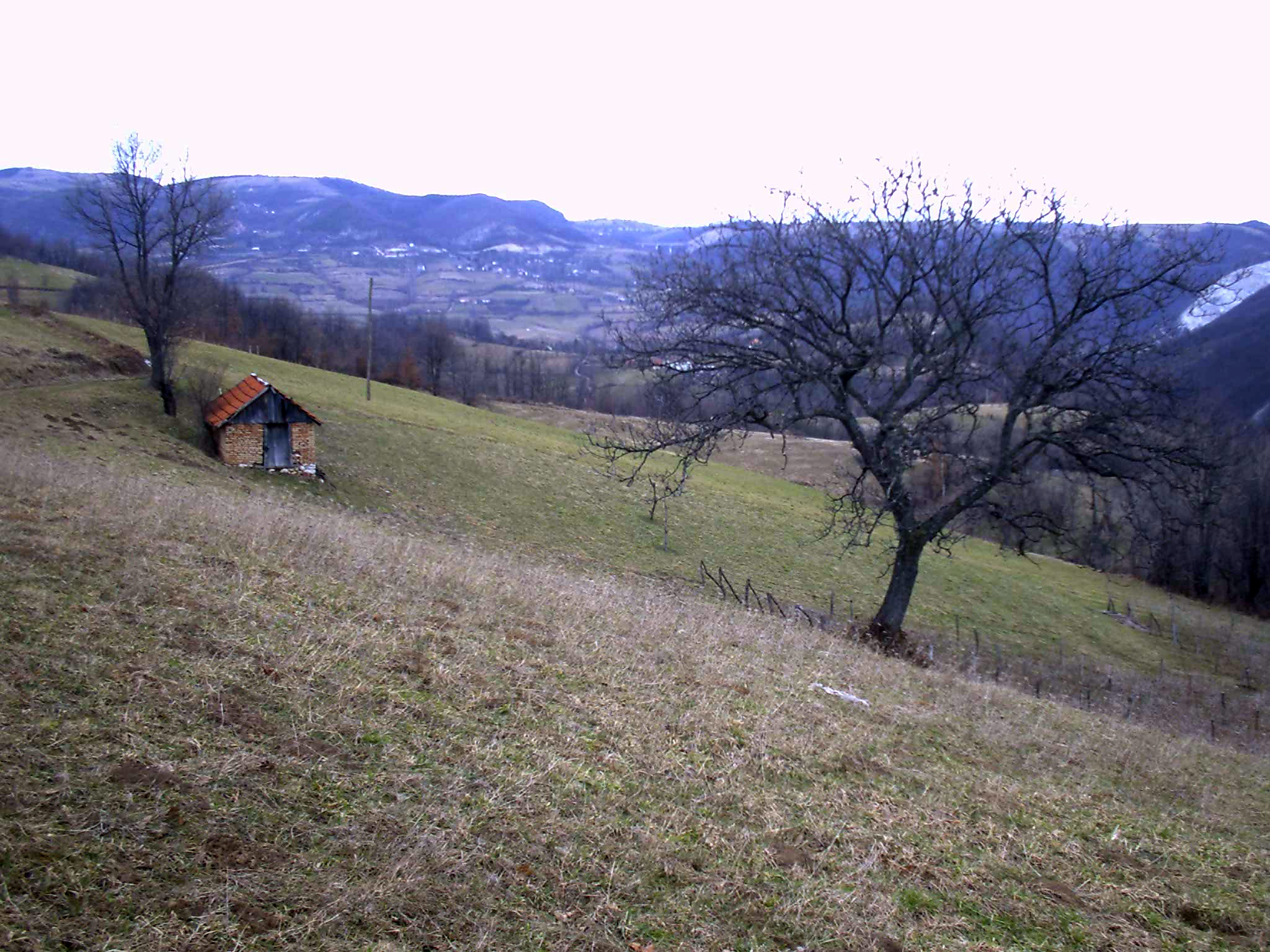
Brezovice - panorama
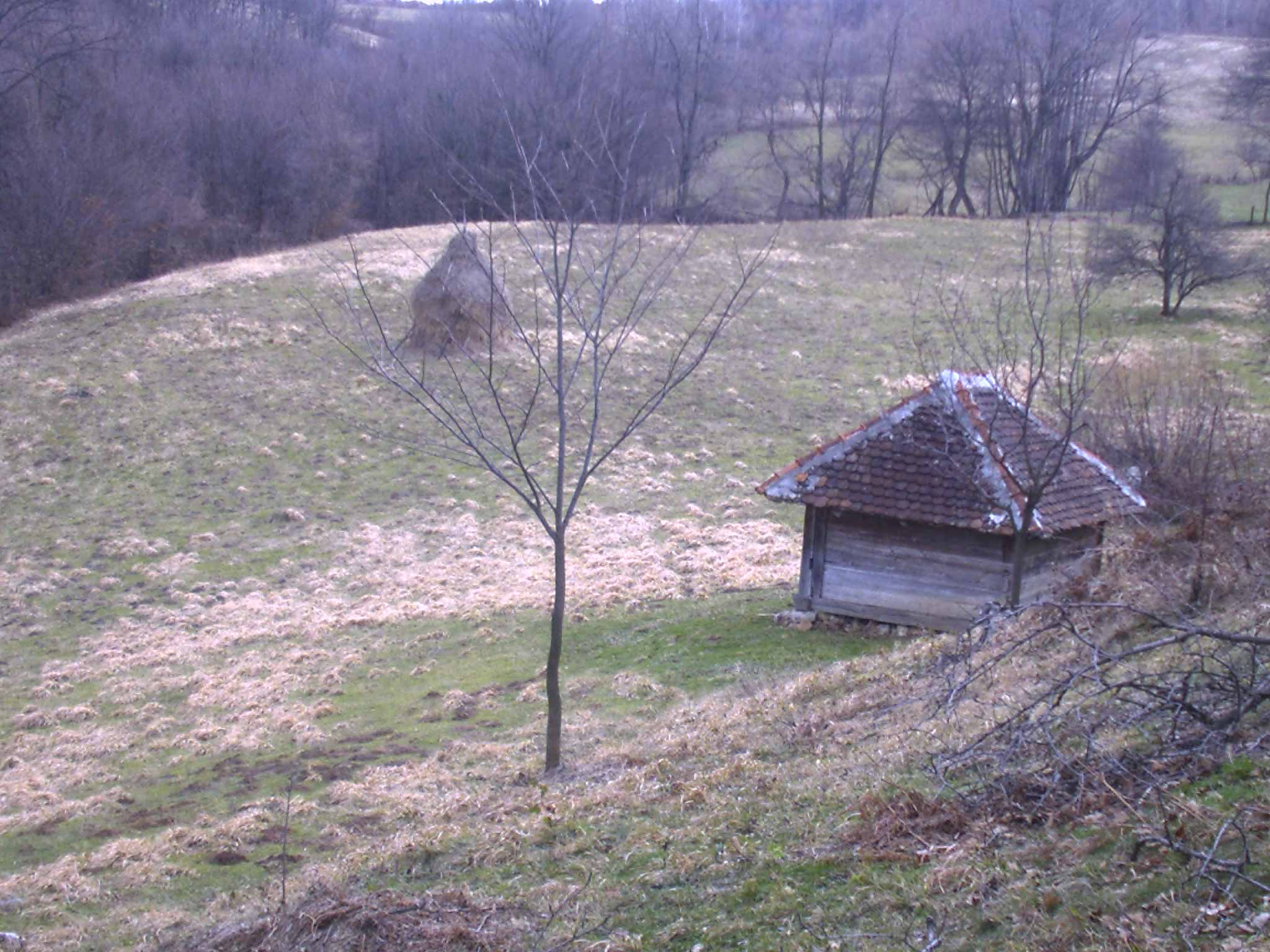
Brezovice - panorama
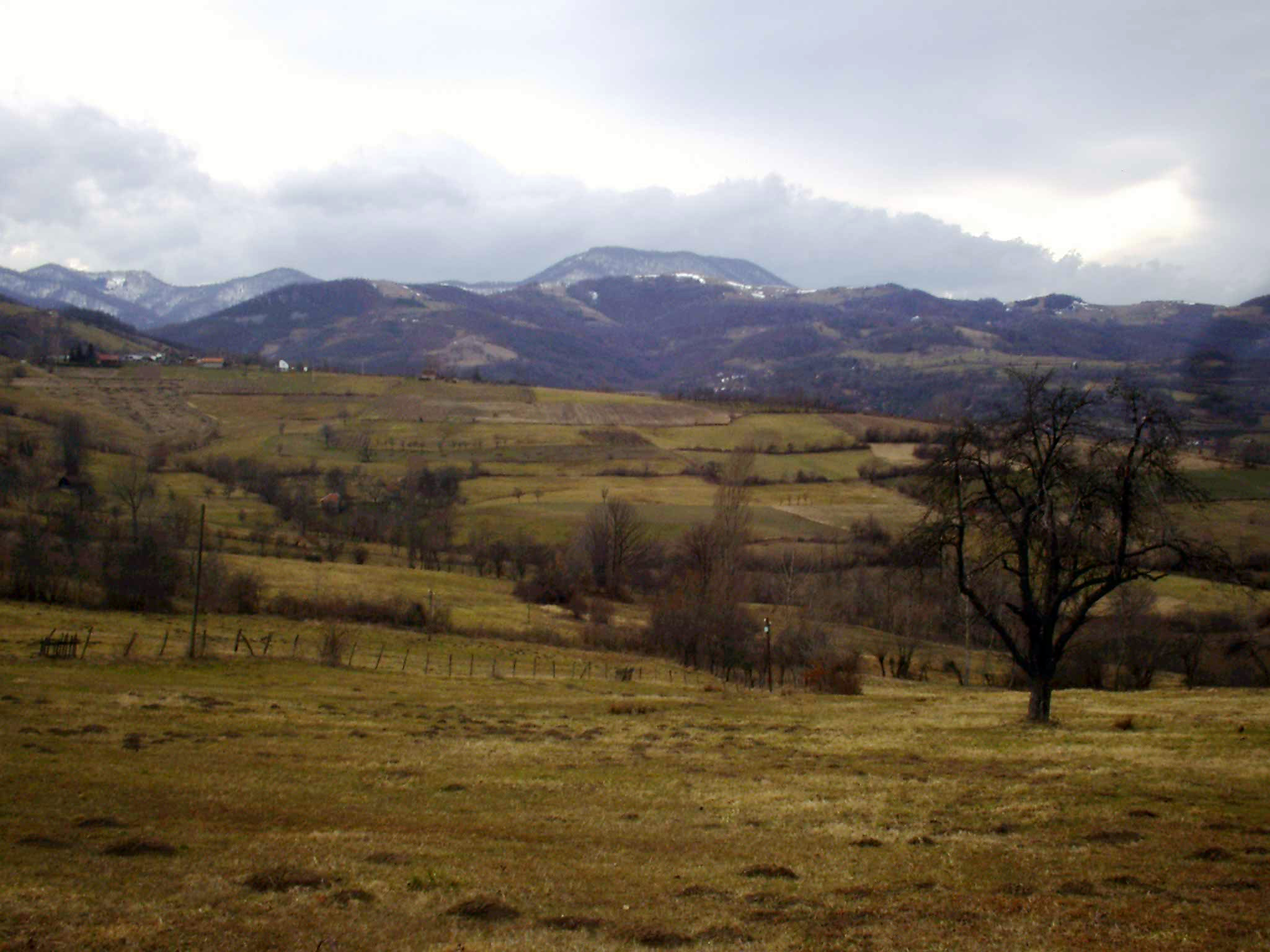
Brezovice - panorama
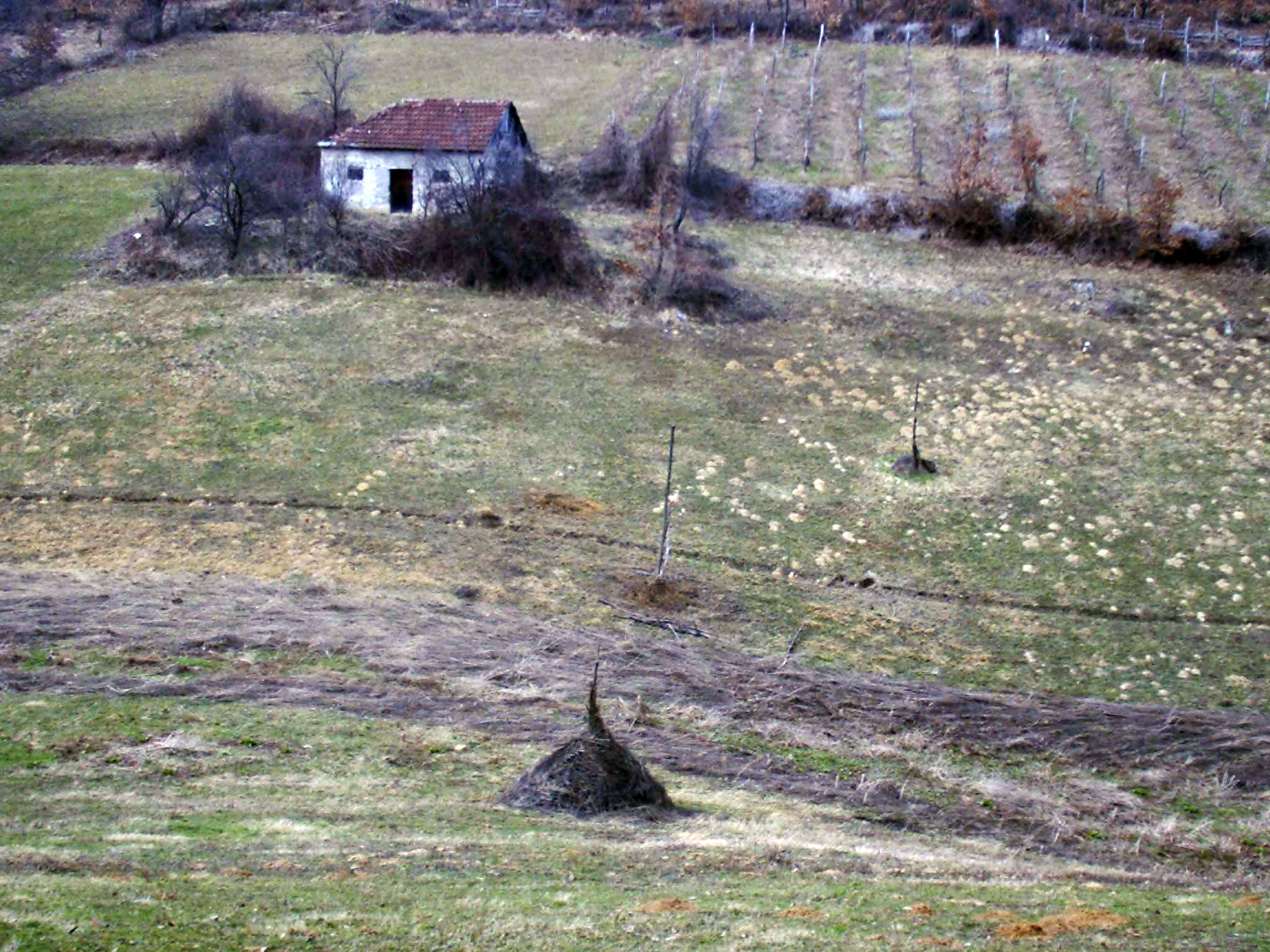
Brezovice - panorama
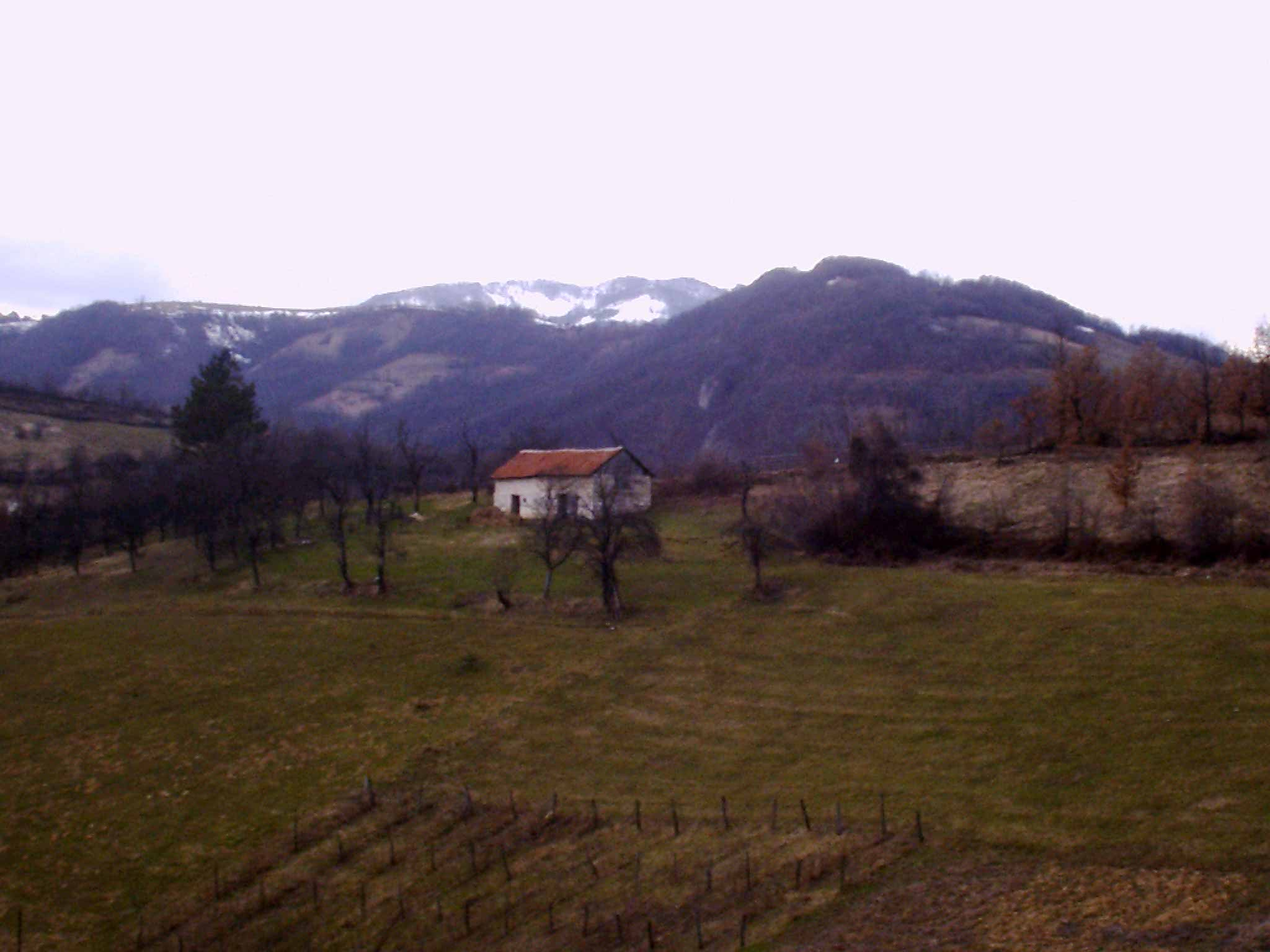
Brezovice - panorama
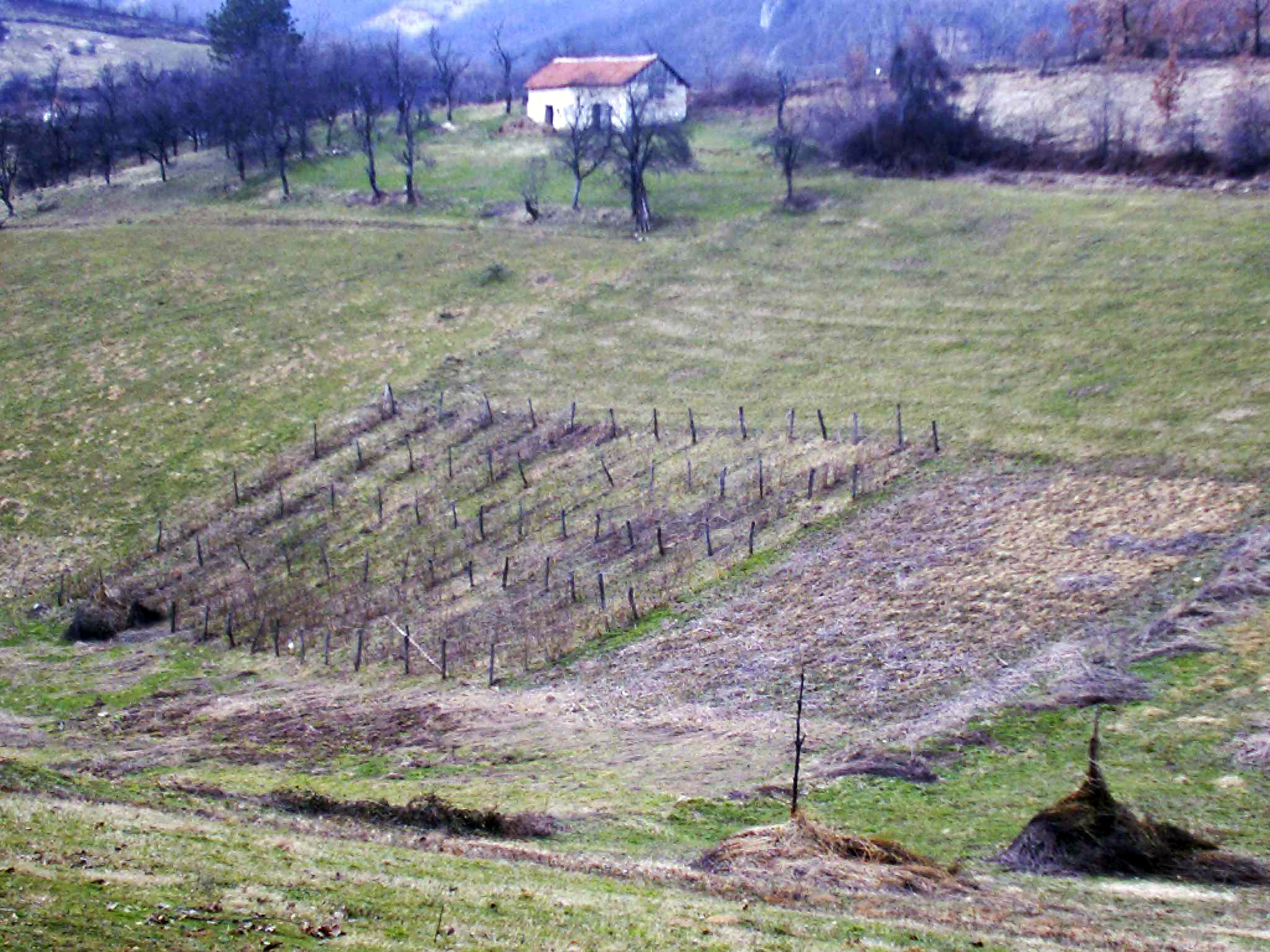
Brezovice - panorama
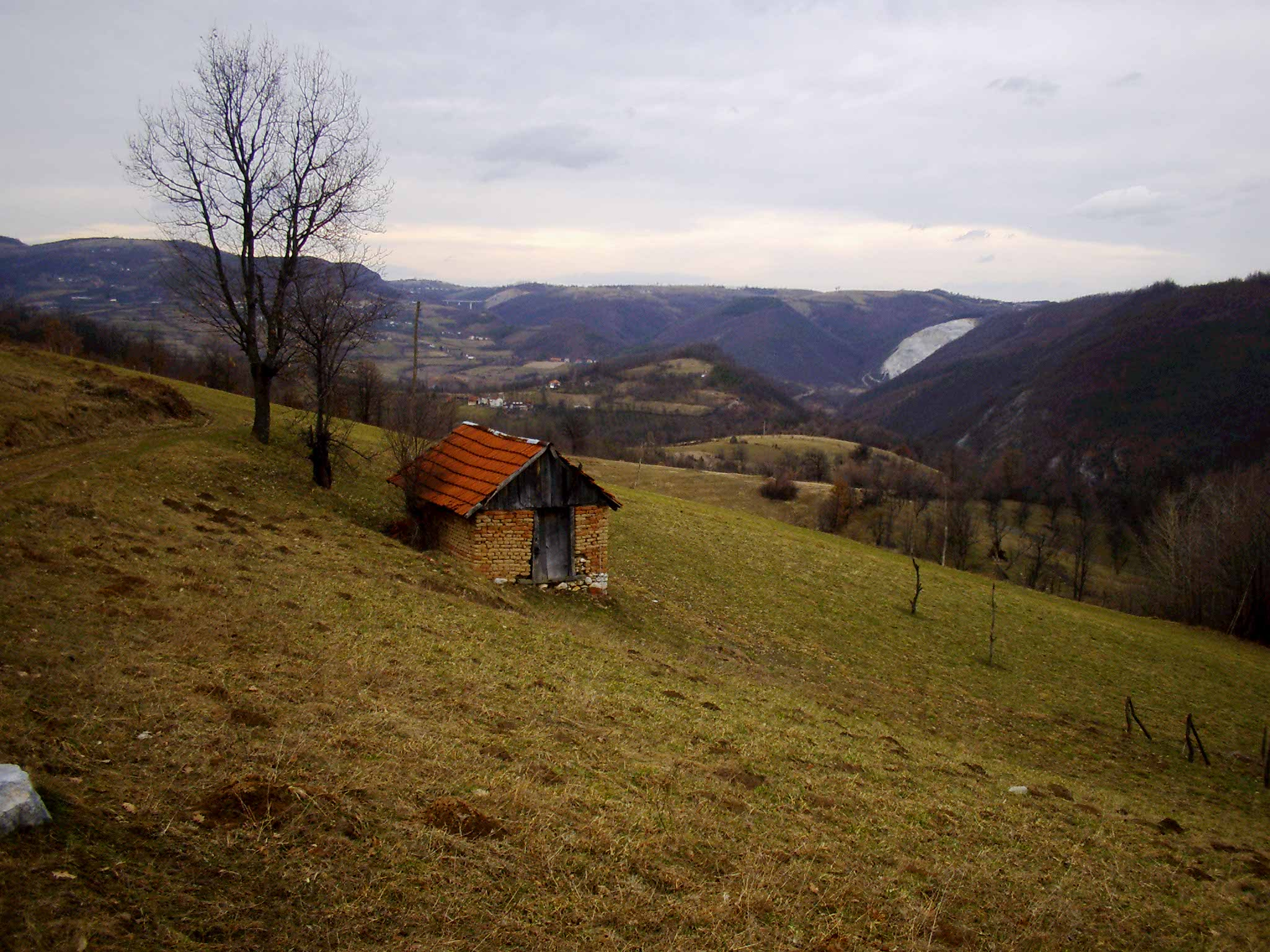
Brezovice - panorama

## Démographie
| 1948  | 1953  | 1961  | 1971 | 1981 | 1991 | 2002 | 2011 |
| ----- | ----- | ----- | ---- | ---- | ---- | ---- | ---- |
| 1 082 | 1 124 | 1 064 | 967  | 785  | 642  | 506  | 416  |

|  |